# Corte Suprema del Reino Unido
La Corte Suprema del Reino Unido (en inglés: Supreme Court of the United Kingdom) es el más alto tribunal civil del Reino Unido. Constituye, pues, el máximo tribunal de apelación y de recursos de la nación. Resuelve conflictos entre los poderes del Estado y sobre leyes aprobadas por el Gobierno. Su sede se encuentra en Middlesex Guildhall, en Westminster, Londres. La Corte está compuesta por 12 miembros, y actualmente se considera que es de tendencia conservadora. Fue creada por el Acta de Reforma Constitucional de 2005, que se hizo efectiva el 1 de octubre de 2009. Asumió parte de las funciones que hasta ese momento ejercía la Cámara de los Lores, que, aparte de tener funciones legislativas, también tenía competencias judiciales. Dada la doctrina de soberanía parlamentaria presente en el Reino Unido, el Tribunal está limitado en sus funciones en ese sentido.

## Jurisdicción
La Corte Suprema tiene jurisdicción en todo el país y actúa sobre los tres sistemas legales del Reino: la justicia de Inglaterra y Gales (que se rigen por el mismo sistema), la de Escocia y la de Irlanda del Norte. La sala dicta sentencia sobre delitos graves o de interés general, así como de conflictos de competencias entre los organismos autónomos de los territorios del Reino Unido, como son: el Gobierno de Irlanda del Norte, la Asamblea de Irlanda del Norte, el Gobierno de Escocia, el Parlamento Escocés, el Gobierno de Gales y la Asamblea Nacional de Gales.

## Jueces
La Corte está compuesta por el presidente, el vicepresidente y 10 jueces. No existe un mandato limitado, pero pueden ser depuestos por el Parlamento. Como todos los jueces del Reino Unido, los jueces de la Corte Suprema están obligados a retirarse a los 70 años si ocuparon un cargo judicial antes del 31 de marzo de 1995, o a los 75 si lo hicieron después.

### Composición
Esta es la actual composición de la Corte, siendo todos los jueces nombrados por Su Majestad el Rey, a recomendación del primer ministro, contando con una comisión especial designada a este propósito.
| Retrato | Nombre                                                  | Nacimiento                         | Alma mater                                                   | Toma de posesión     | Límite de ejercicio      |
| ------- | ------------------------------------------------------- | ---------------------------------- | ------------------------------------------------------------ | -------------------- | ------------------------ |
|         | Robert J. Reed Baron Reed of Allermuir (Presidente)     | 7 de septiembre de 1956 (68 años)  | Universidad de Edimburgo Balliol College, Oxford             | 6 de febrero de 2012 | 7 de septiembre de 2026  |
|         | Patrick Stewart Hodge Lord Hodge                        | 19 de mayo de 1953 (72 años)       | Corpus Christi College, Cambridge                            | 1 de octubre de 2013 | 11 de mayo de 2018       |
|         | Michael T. F. Briggs Lord Briggs de Westbourne          | 23 de diciembre de 1954 (70 años)  | Magdalen College, Oxford                                     | 2 de octubre de 2017 | 23 de diciembre de 2029  |
|         | David J. T. Kitchin Lord Kitchin                        | 30 de abril de 1955 (70 años)      | Fitzwilliam College, Cambridge                               | 1 de octubre de 2018 | 30 de abril de 2030      |
|         | Philip J. Sales Lord Sales                              | 11 de febrero de 1972 (53 años)    | Churchill College, Cambridge Worcester College, Oxford       | 11 de enero de 2019  | 11 de febrero de 2037    |
|         | Nicholas A. Hamblen Lord Hamblen de Kersey              | 23 de septiembre de 1957 (67 años) | St John's College, Oxford Harvard Law School                 | 13 de enero de 2020  | 23 de septiembre de 2032 |
|         | George A. M. Leggatt Lord Leggatt                       | 12 de noviembre de 1957 (67 años)  | King's College, Cambridge Harvard University City Law School | 21 de abril de 2020  | 12 de noviembre de 2032  |
|         | Andrew S. Burrows Lord Burrows                          | 17 de abril de 1957 (68 años)      | Brasenose College, Oxford Harvard Law School                 | 2 de junio de 2020   | 17 de abril de 2032      |
|         | William B. S. Stephens Lord Stephens de Creevyloughgare | 28 de diciembre de 1954 (70 años)  | University of Manchester                                     | 1 de octubre de 2020 | 28 de diciembre de 2029  |
|         | Vivien J. Rose Lady Rose de Colmworth                   | 13 de abril de 1960 (65 años)      | Newnham College, Cambridge Brasenose College, Oxford         | 13 de abril de 2021  | 13 de abril de 2035      |